# علي كاظم هادي
علي كاظم هادي (24 أكتوبر 1997 -)؛ لاعب كرة قدم عراقي، وهو حارس مرمى المنتخب الأولمبي العراقي، وشارك في التصفيات المؤهلة لكأس آسيا تحت 23 عامًا.